# 金陵四十八景
金陵四十八景是指南京有代表性的四十八个景点。“金陵四十八景”的说法最早起于明代，清初高岑曾绘《金陵四十八景图》。但也有说法是长干里1888年版《金陵四十八景图》画册，后者是是南京目前比较流行的版本。
金陵四十八景目前仅存半余，近些年又有新金陵四十八景的评选。

## 内容
金陵四十八景，具体如下：
1. 石城霁雪 — 清凉山石头城（鬼脸城）上的雪景；
2. 钟阜晴云 — 紫金山上的云景；
3. 鹭洲二水 — 江东门外白鹭村一带的古白鹭洲，唐代李白诗“二水中分白鹭洲”；
4. 凤凰三山 — 城西南露岗凤凰台遗址上远眺江边的三山，李白诗“三山半落青天外”；
5. 龙江夜雨 — 下关龙江边夜听雨声；
6. 虎洞明曦 — 东南郊高桥门外黄龙山附近的虎洞中观看黎明时的阳光；
7. 东山秋月 — 中秋节在江宁东山街道的土山上赏月，该处是谢安的隐居地；
8. 北湖烟柳 — 玄武湖畔台城上的垂柳和烟景，唐韦庄诗“无情最是台城柳，依旧烟笼十里堤”；
9. 秦淮渔唱 — 在秦淮河上聆听渔歌；
10. 天印樵歌 — 在江宁方山郊游时听到樵歌；
11. 青溪九曲 — 城东的青溪很多河湾，夹岸均垂杨亭馆；
12. 赤石片矶 — 城东南今雨花门外的由红色砂岩构成的秦淮河畔小岗；
13. 楼怀孙楚 — 李白在金陵时常饮酒的“孙楚酒楼”，遗址约在今水西门水关一带的秦淮河畔
14. 台想昭明 — 钟山北高峰上的梁代昭明太子读书台，一说在江宁湖熟的梁台；
15. 杏村沽酒 — 今城西南花露岗下的古杏花村，杜牧诗“牧童遥指杏花村”；
16. 桃渡临流 — 夫子庙利涉桥畔古桃叶渡，相传是东晋王献之妾桃叶渡秦淮处；
17. 祖堂振锡 — 唐代法融祖师在祖堂山得道，成为南宗第一祖师；
18. 天界招提 — 中华门外的天界寺，原名龙翔寺，与灵谷寺、大报恩寺并称为明代“金陵三大寺”；
19. 清凉问佛 — 清凉山的清凉寺；
20. 嘉善闻经 — 幕府山东南铁石岗石佛阁的嘉善寺；
21. 鸡笼云树 — 鸡笼山的景色；
22. 牛首烟岚 — 牛首山的景色；
23. 栖霞胜景 — 栖霞山的景色；
24. 达摩古洞 — 幕府山东北麓的达摩洞，传南朝梁达摩法师渡江前曾在此休息；
25. 燕矶夕照 — 在燕子矶观夕阳；
26. 狮岭雄观 — 狮子山上的卢龙观；
27. 化龙丽地 — 幕府山北麓临江的“五马渡”，相传西晋末年时琅琊王司马睿与彭城王等皇族分乘五马来此地，琅琊王所乘之马忽然化龙飞去，成为司马睿称帝前的“吉兆”，一说在幕府山上。
28. 来燕名堂 — 今夫子庙对岸乌衣巷内东晋王谢大族故居的“来燕堂”；
29. 报恩寺塔 — 中华门外报恩寺的九级琉璃宝塔；
30. 永济江流 — 在燕子矶的永济寺观音阁俯视江流；
31. 莫愁烟雨 — 莫愁湖“荷亭消暑，柳岸追风”之景观；
32. 珍珠浪涌 — 今鸡鸣寺至浮桥的古珍珠河；
33. 长干故里 — 中华门外古长干里；
34. 甘露佳亭 — 雨花台高座寺甘露井旁的亭台，另一说在小九华山外玄武湖中；
35. 雨花说法 — 相传梁代云光法师在雨花台上讲经，天上落花如雨，雨花台即因此得名；
36. 星岗落石 — 画上写“在府治西北九里”；
37. 长桥选妓 — 今夫子庙对岸一带明清妓院的集中地；
38. 幕府登高 — 登幕府山眺望长江；
39. 谢公古墩 — 五台山永庆寺前东晋谢安登临过的高墩；
40. 三宿名岩 — 下关静海寺附近南宋名将虞允文曾休息三夜的三宿岩；
41. 神乐仙都 — 光华门外的道观神乐观；
42. 灵谷深松 — 灵谷寺周围的上万株古松；
43. 献花清兴 — 祖堂山北峰献花岩的景色；
44. 木末风高 — 雨花台永宁寺侧的木末亭，一说在方孝孺祠内；
45. 凭虚远眺 — 在鸡笼山最高处的凭虚阁远望市区及玄武湖；
46. 冶城西峙 — 朝天宫所在的冶城山峙立于城西；
47. 商飙别馆 — 钟山南麓梅花山前的南朝离宫商飙馆遗址；
48. 祈泽池深 — 南郊高桥门外祈泽寺的泉水，传说宋时东海龙女来此听法师讲法华经后所开。

## 画作
下为《长干里客金陵四十八景图》：

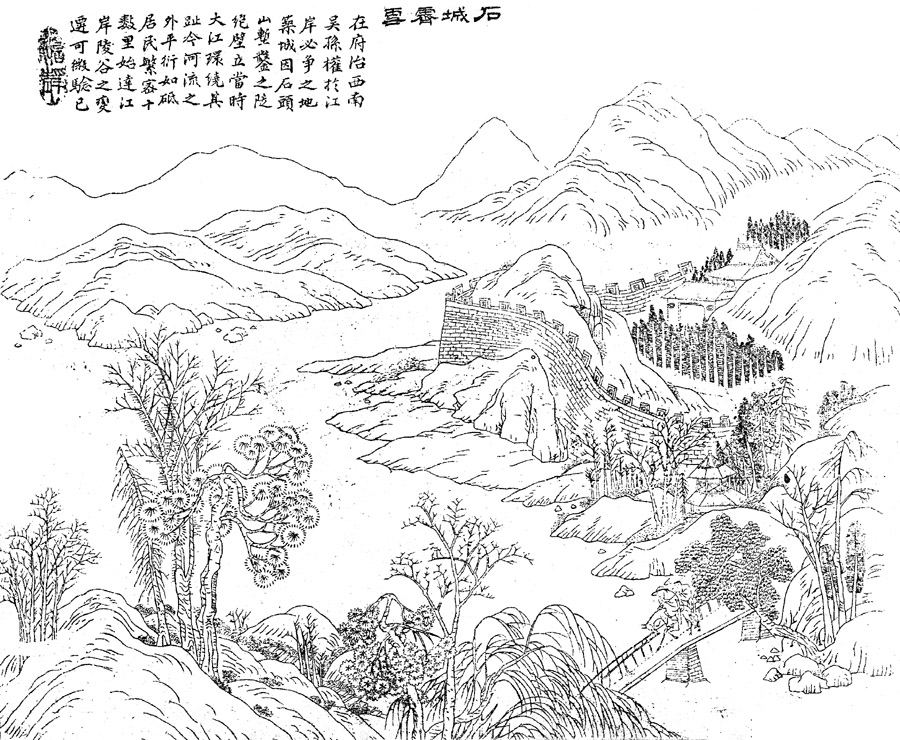
石城霁雪
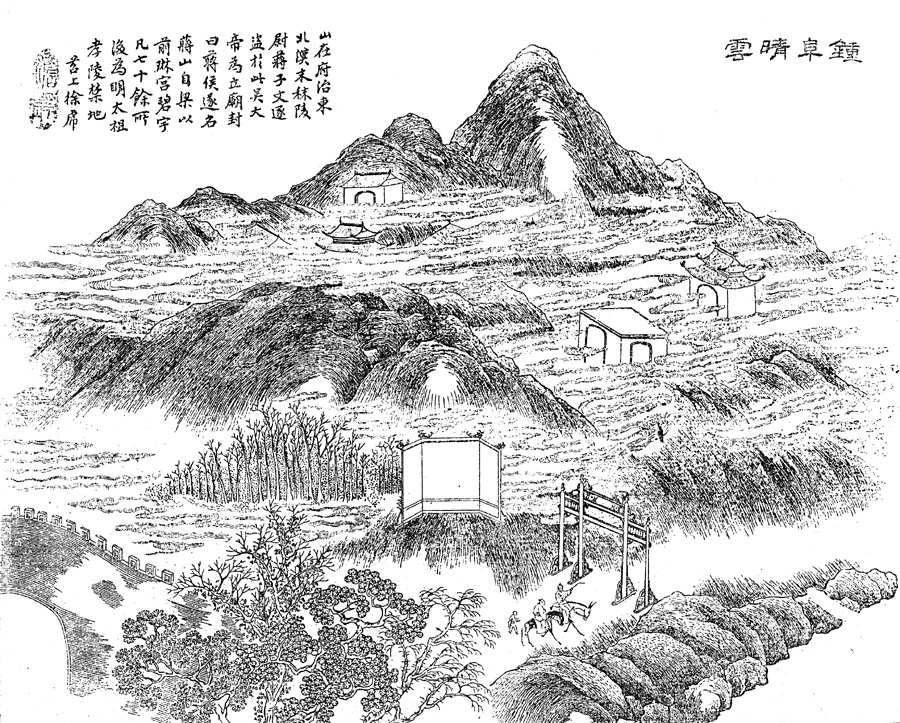
钟阜晴云
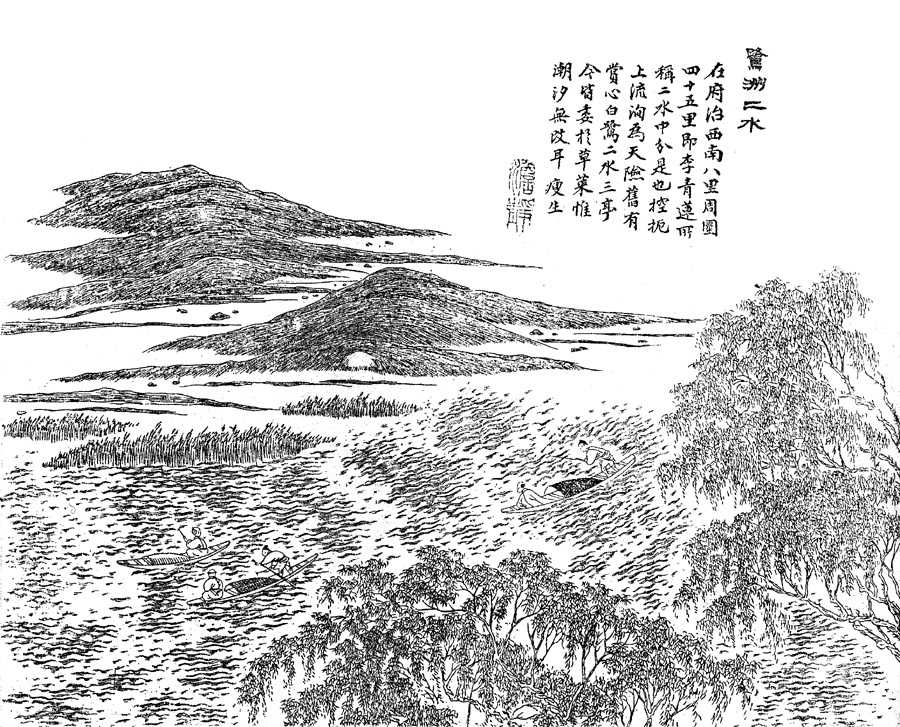
鹭洲二水
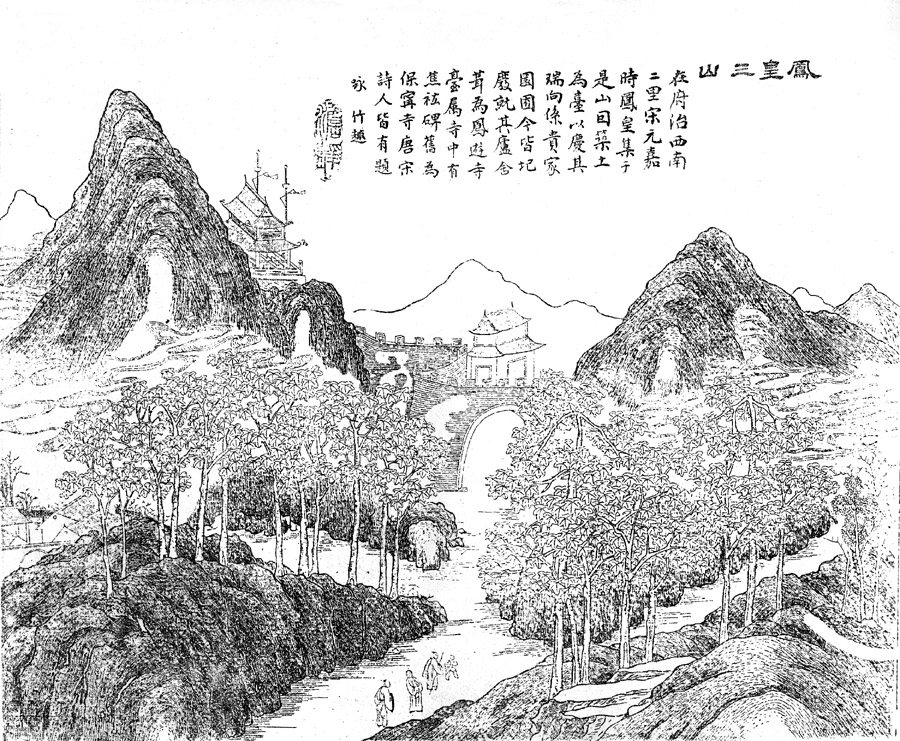
凤凰三山
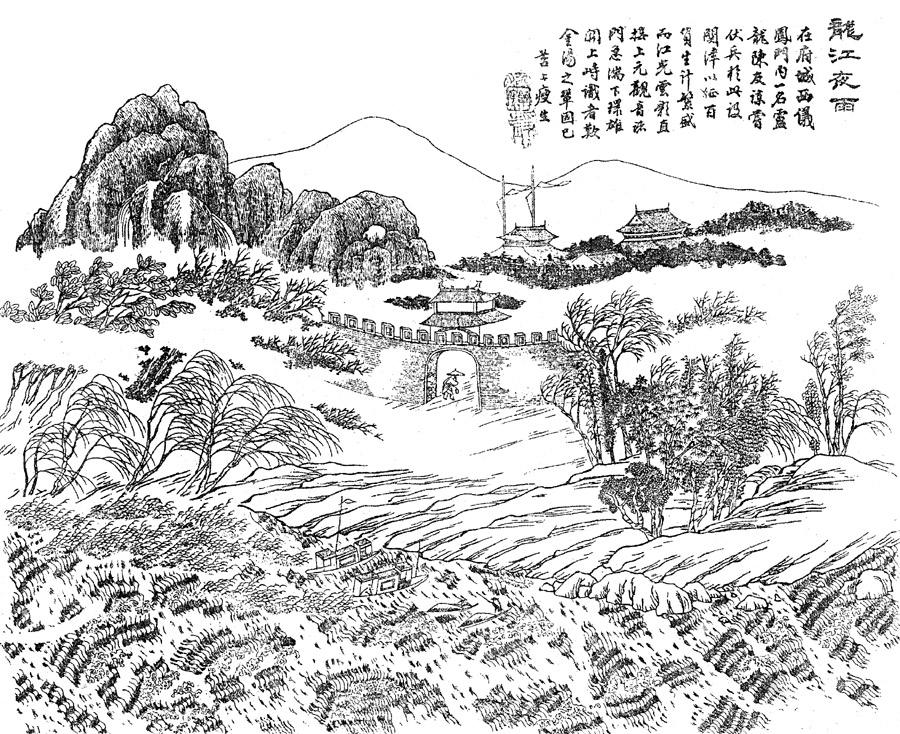
龙江夜雨
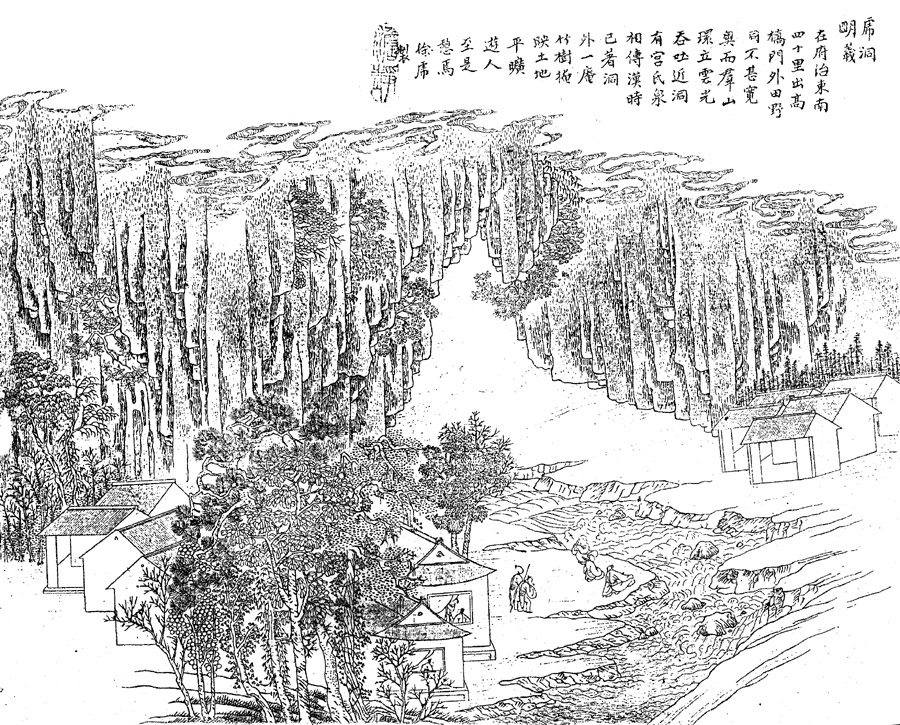
虎洞明曦
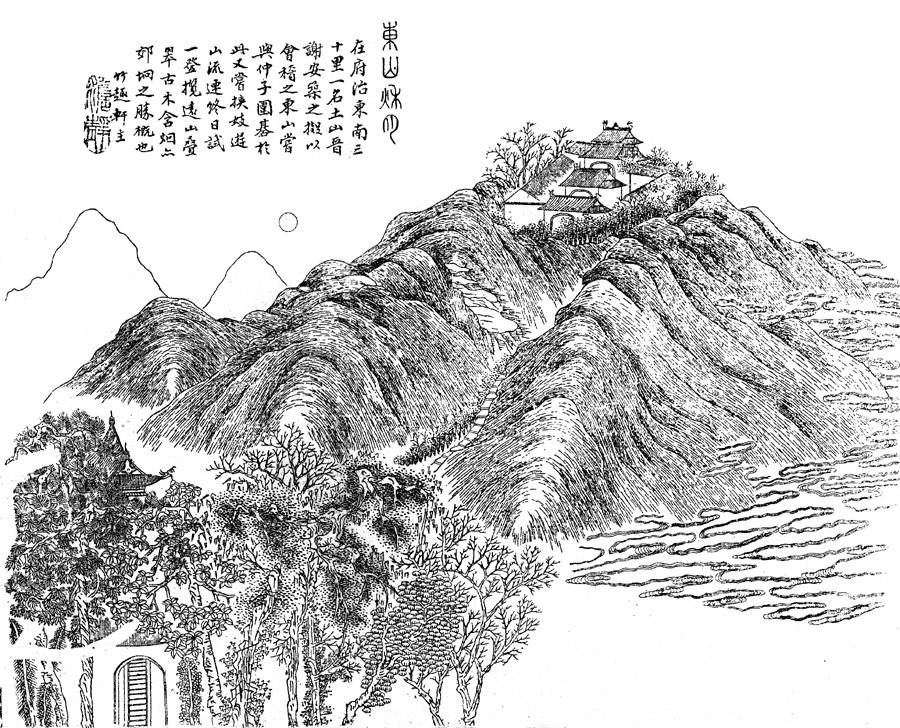
东山秋月
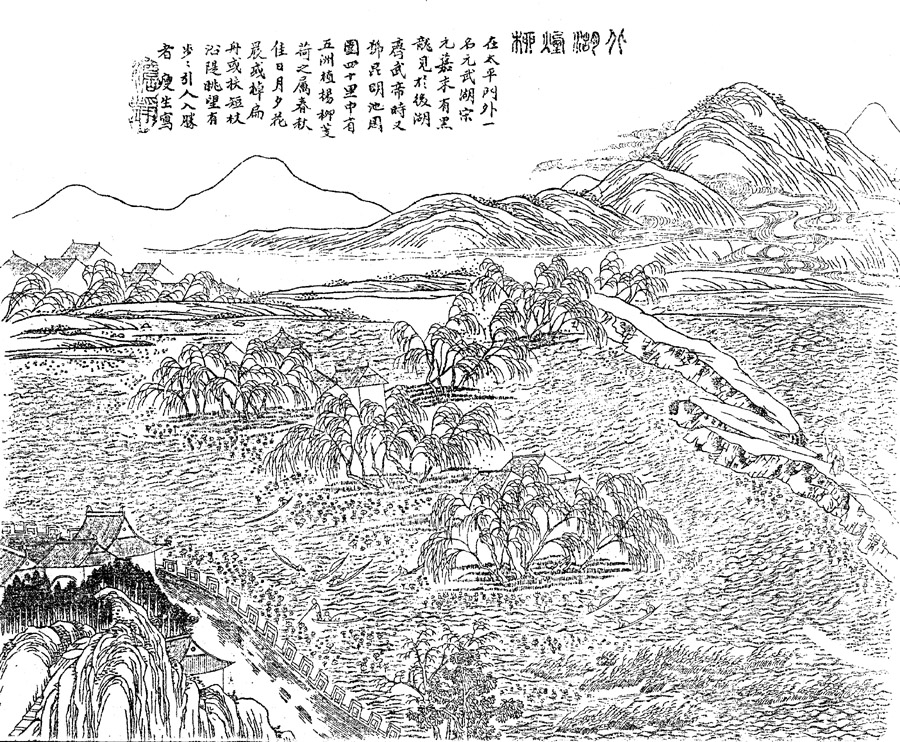
北湖烟柳
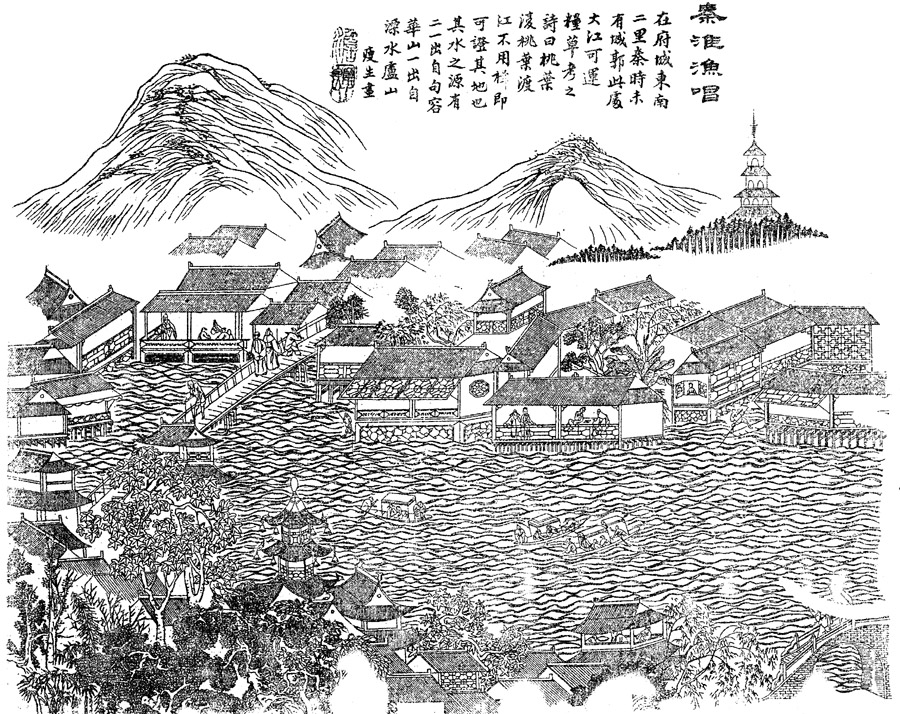
秦淮渔唱
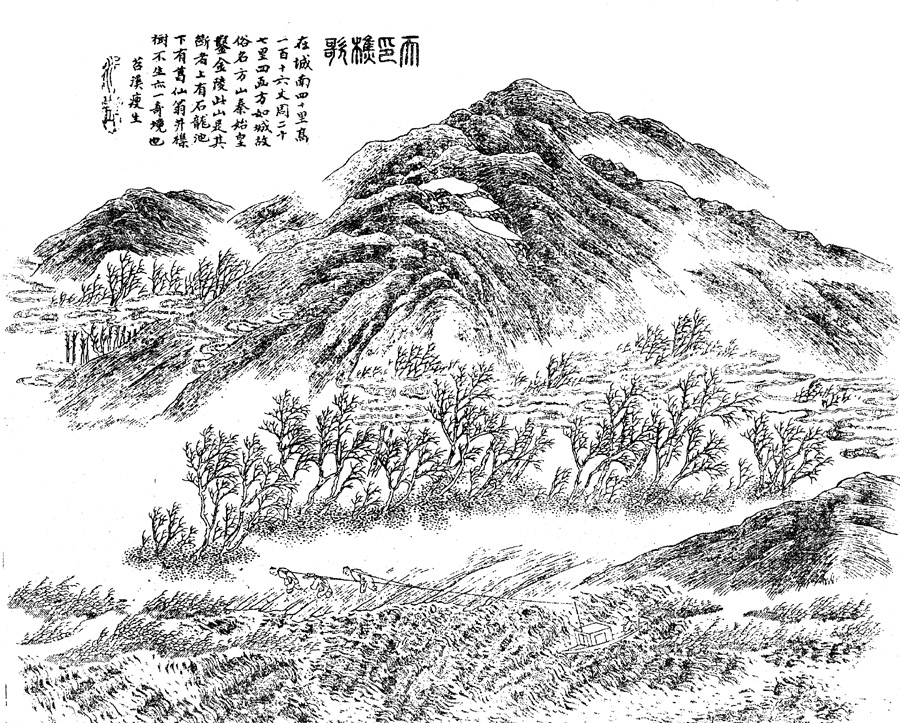
天印樵歌
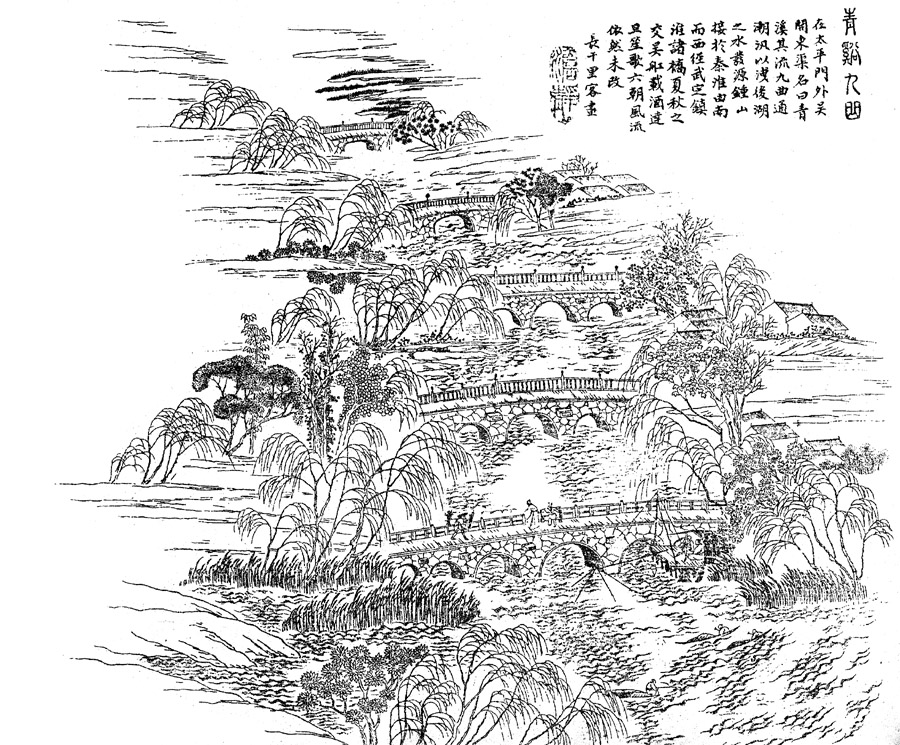
青溪九曲
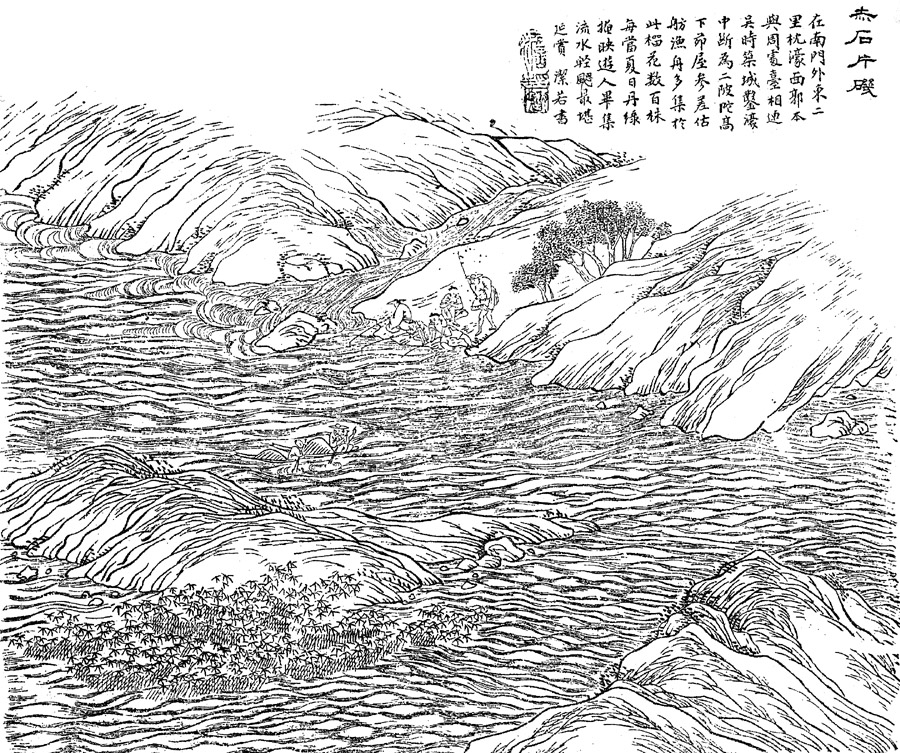
赤石片矶
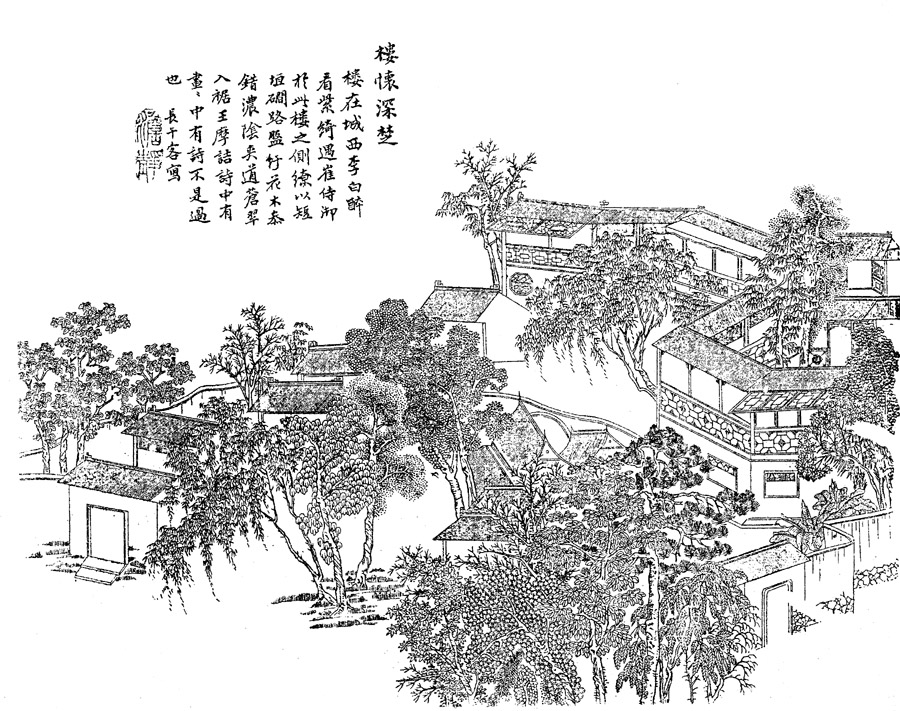
楼怀孙楚
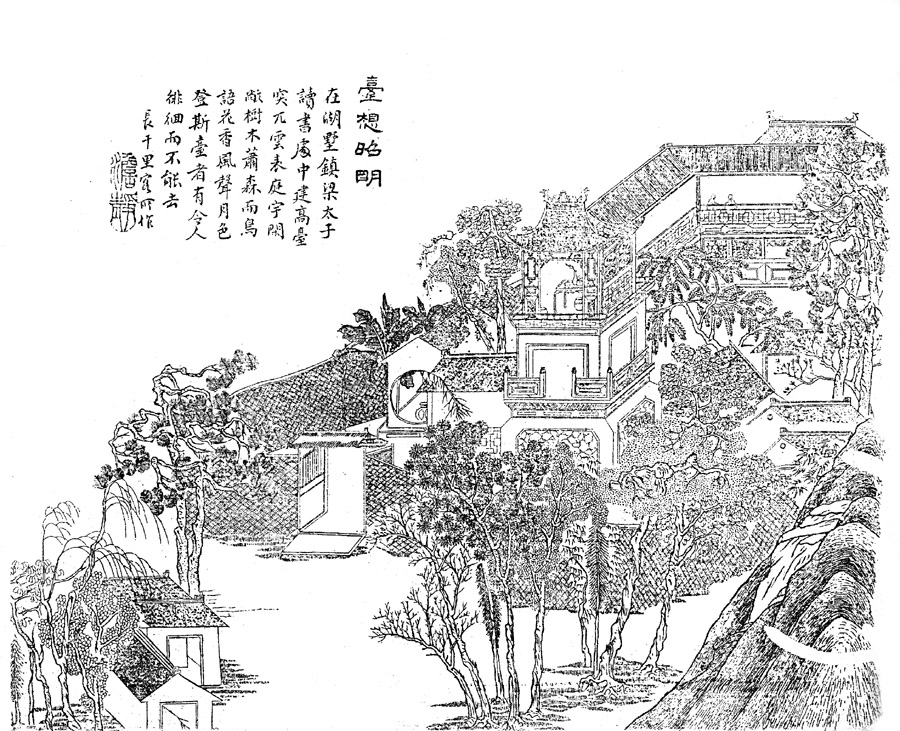
台想昭明
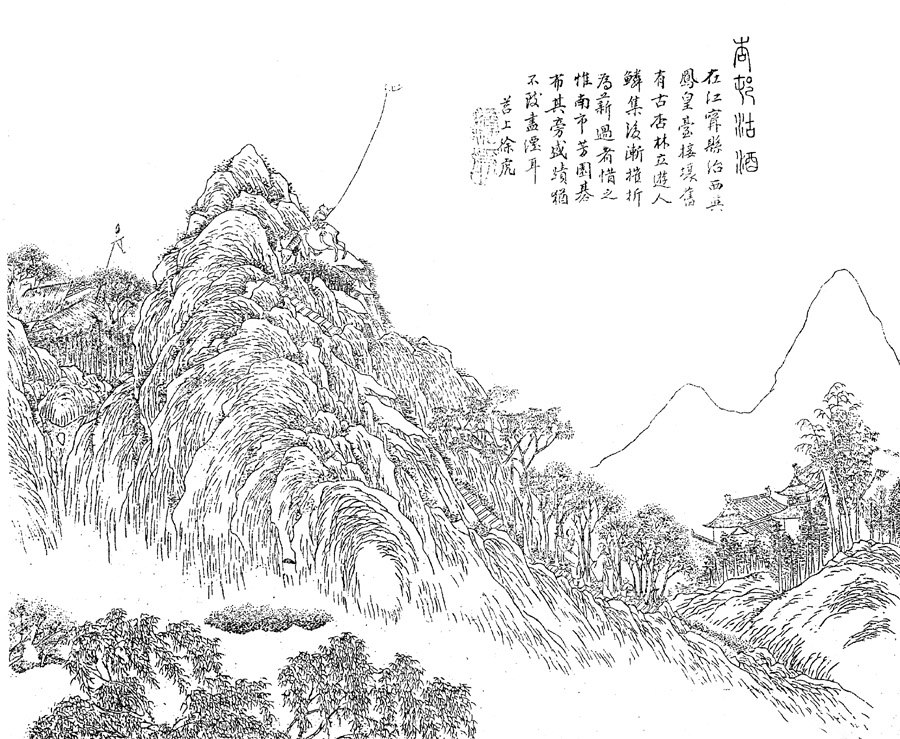
杏村沽酒
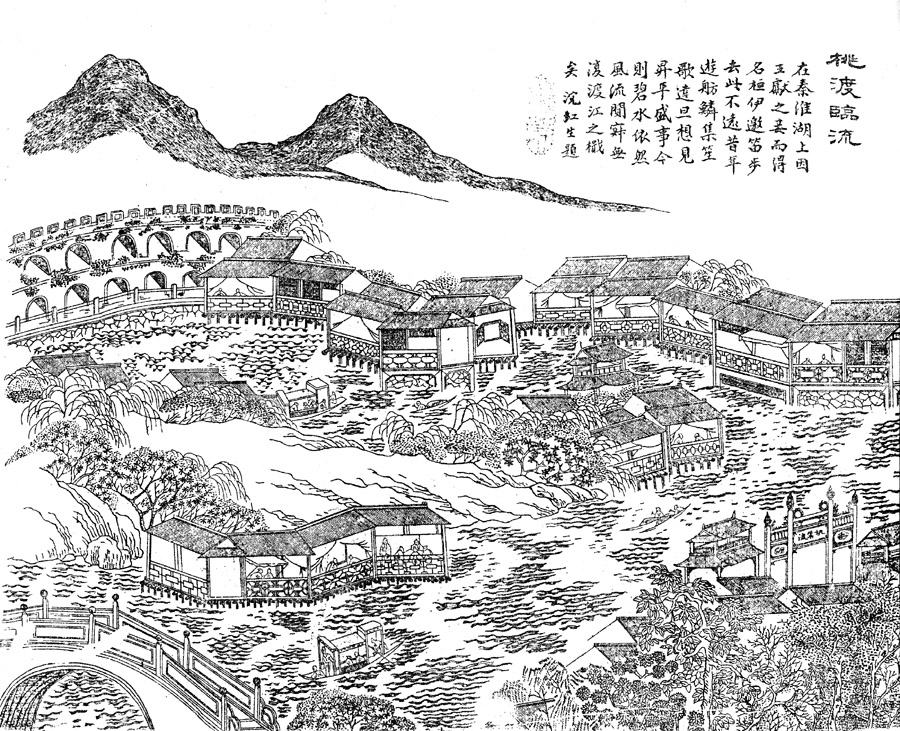
桃渡临流
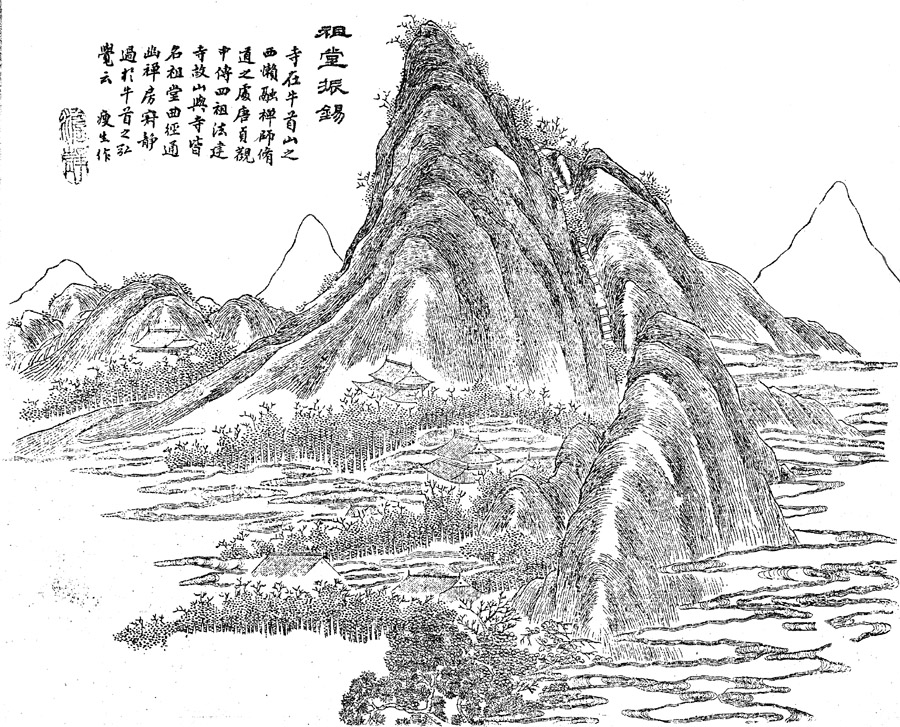
祖堂振锡
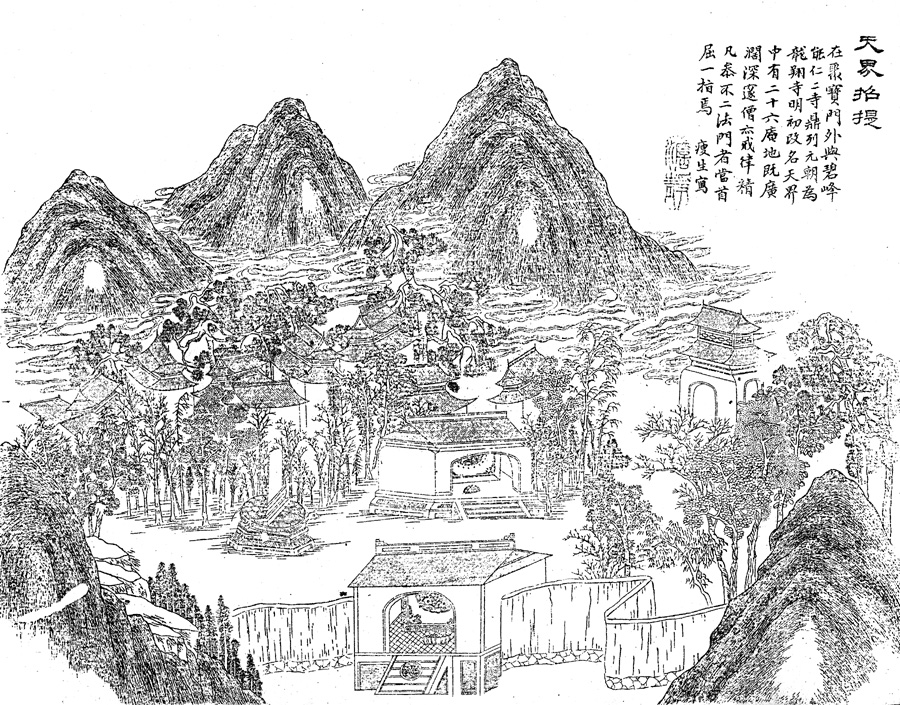
天界招提
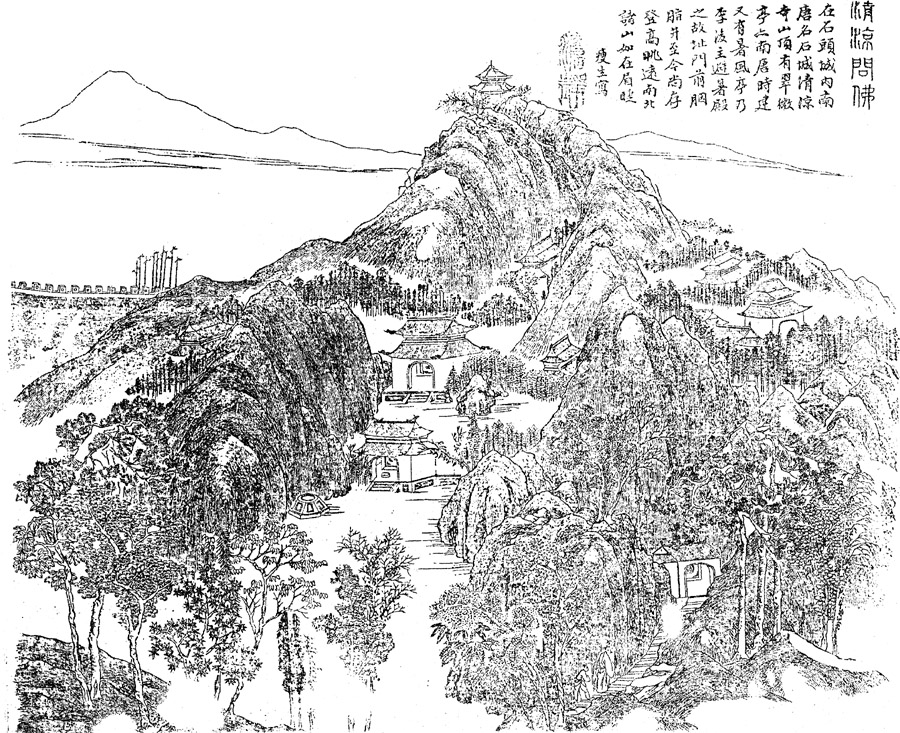
清凉问佛
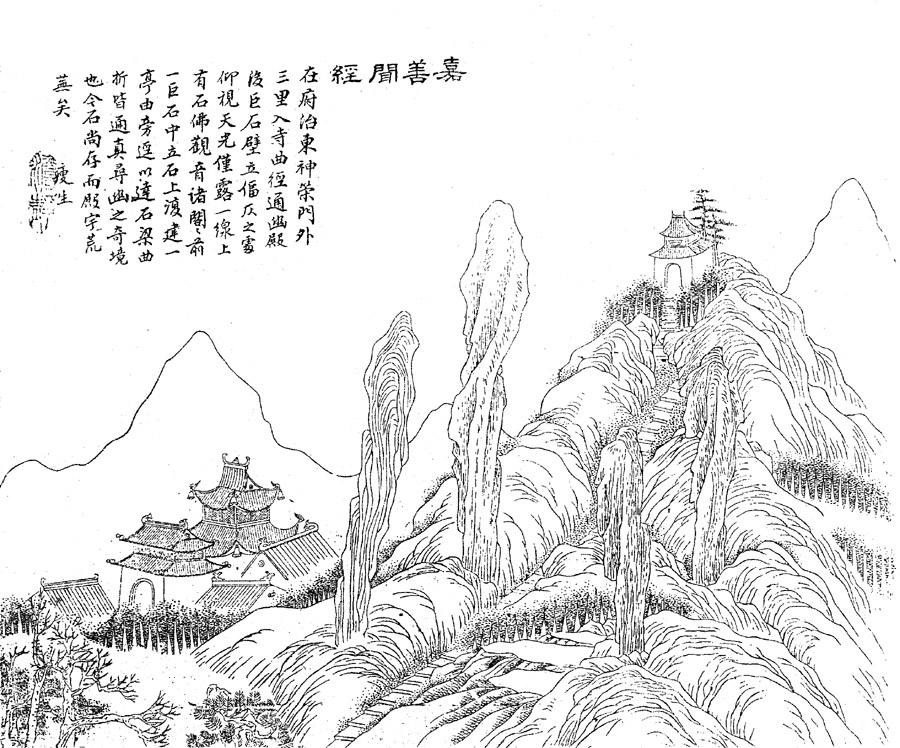
嘉善闻经
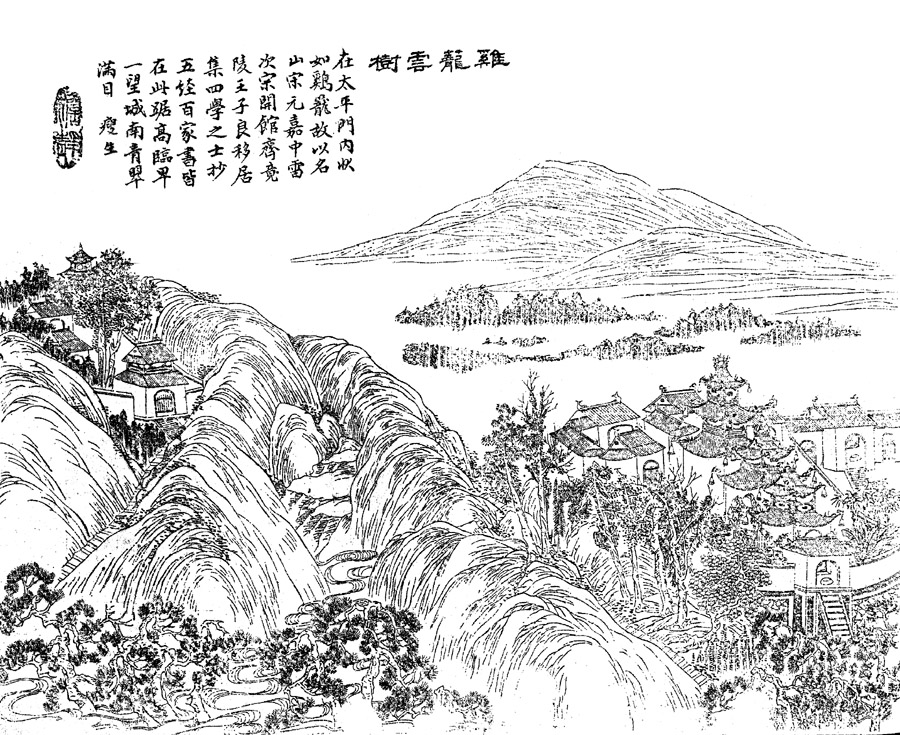
鸡笼云树
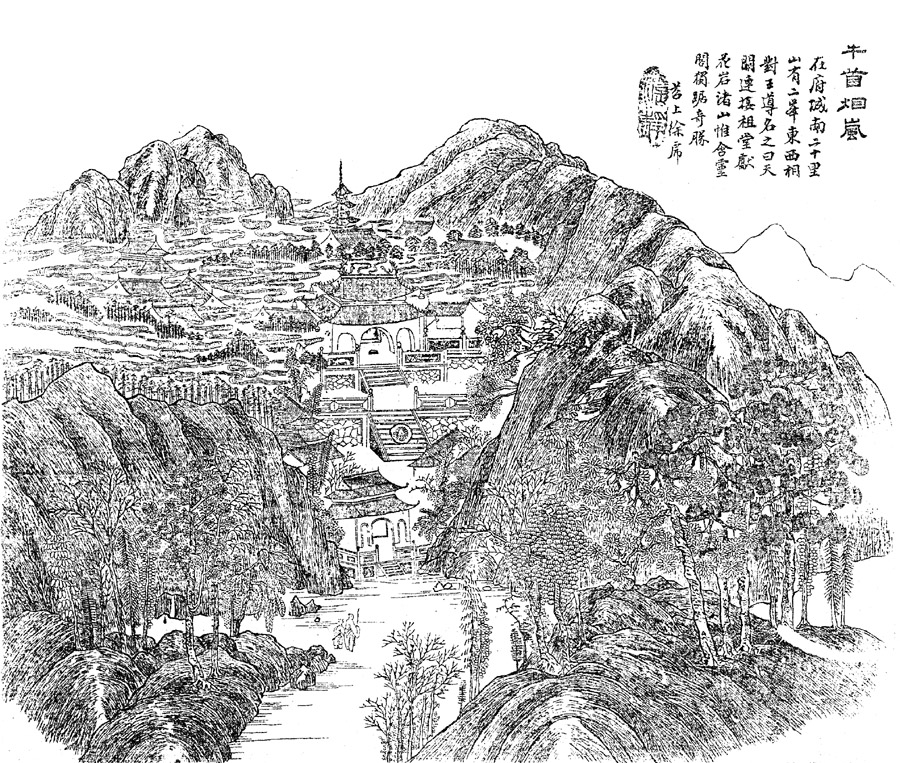
牛首烟岚
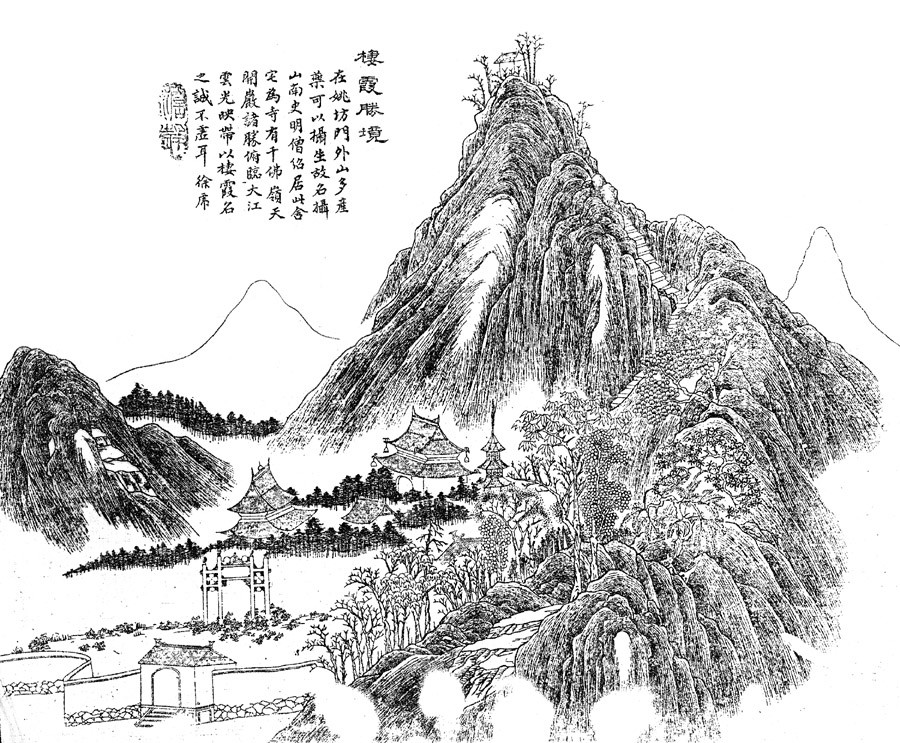
栖霞胜境
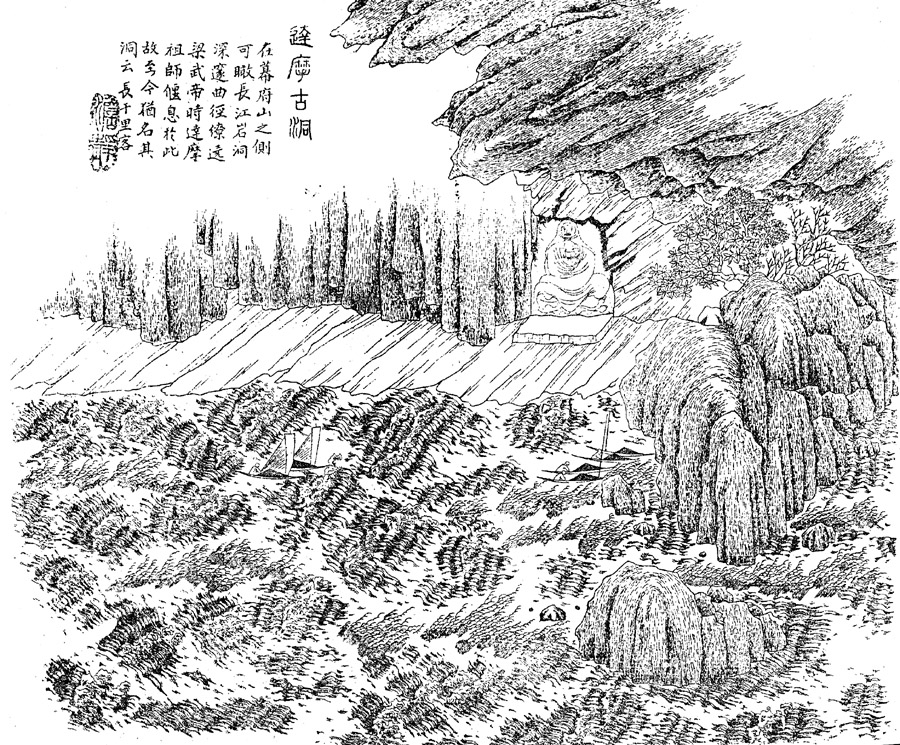
达摩古洞
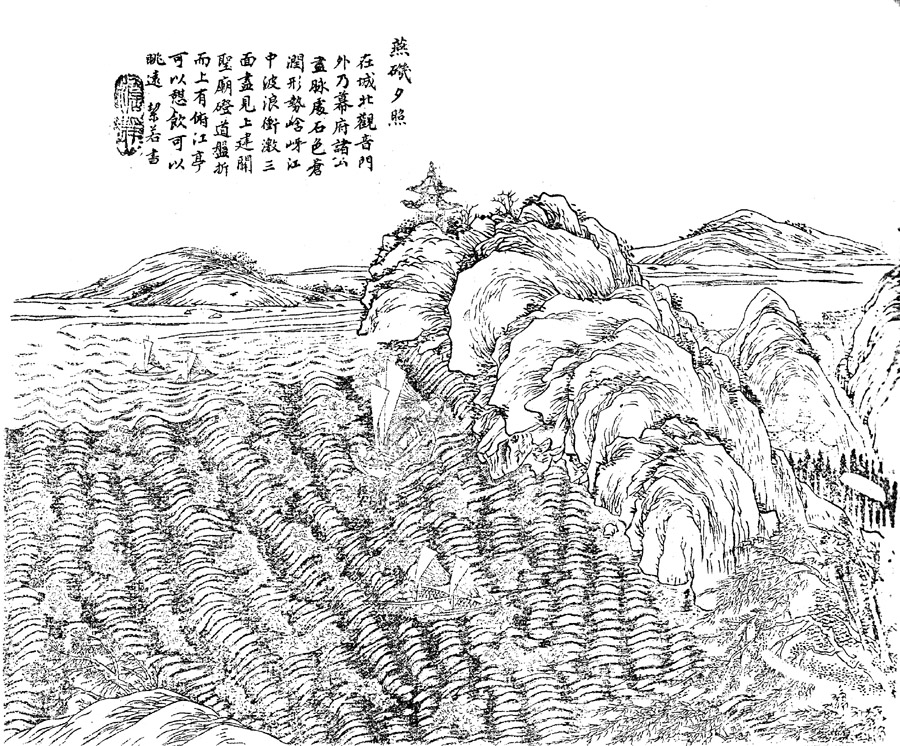
燕矶夕照
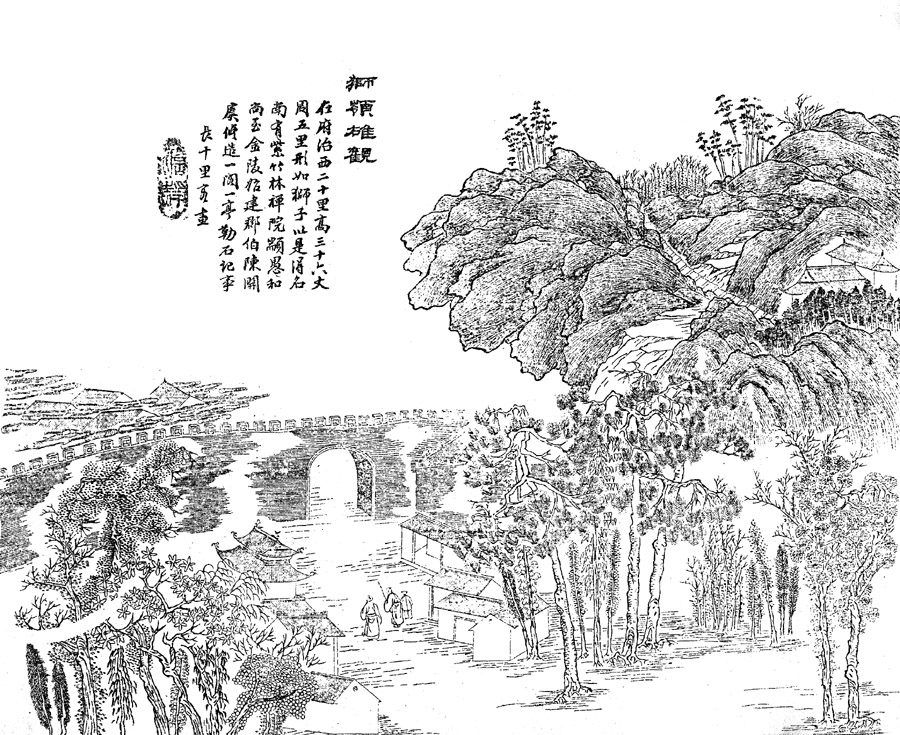
狮岭雄观
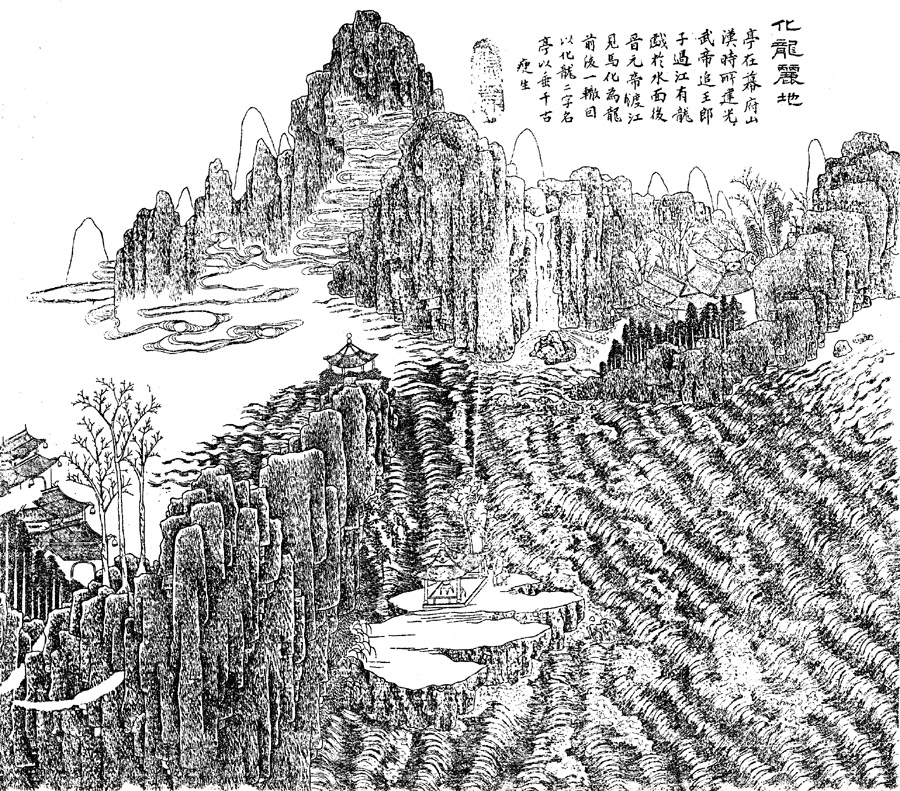
化龙丽地
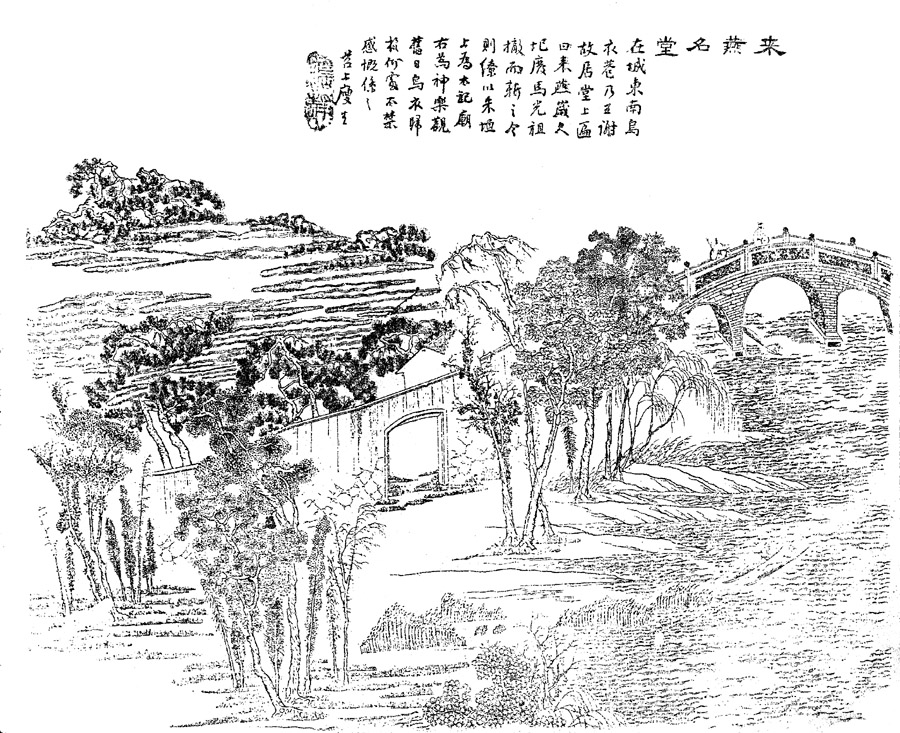
来燕名堂
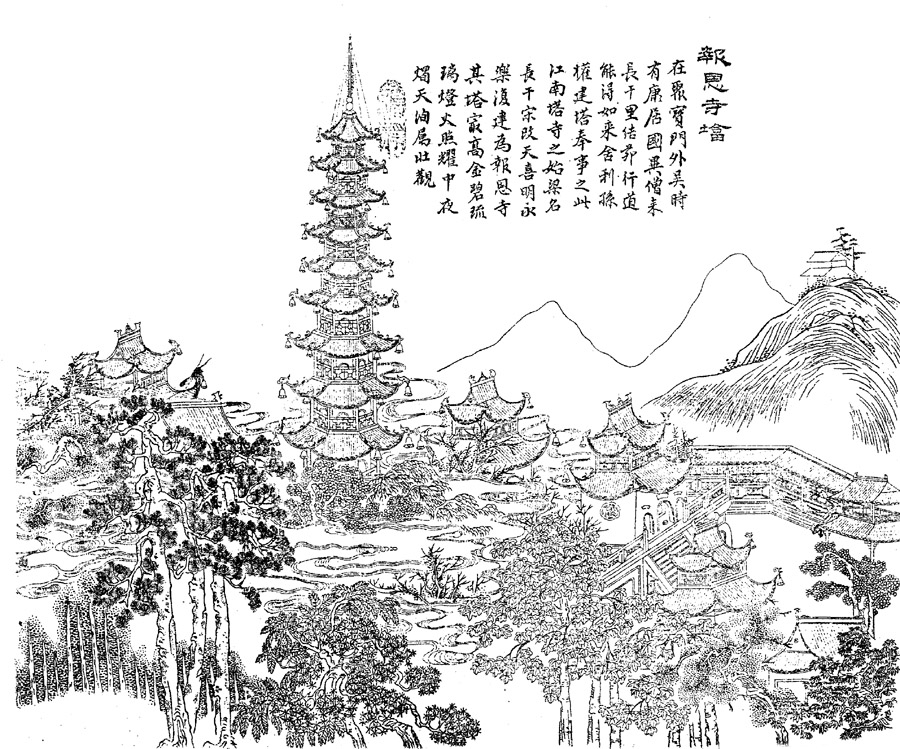
报恩寺塔
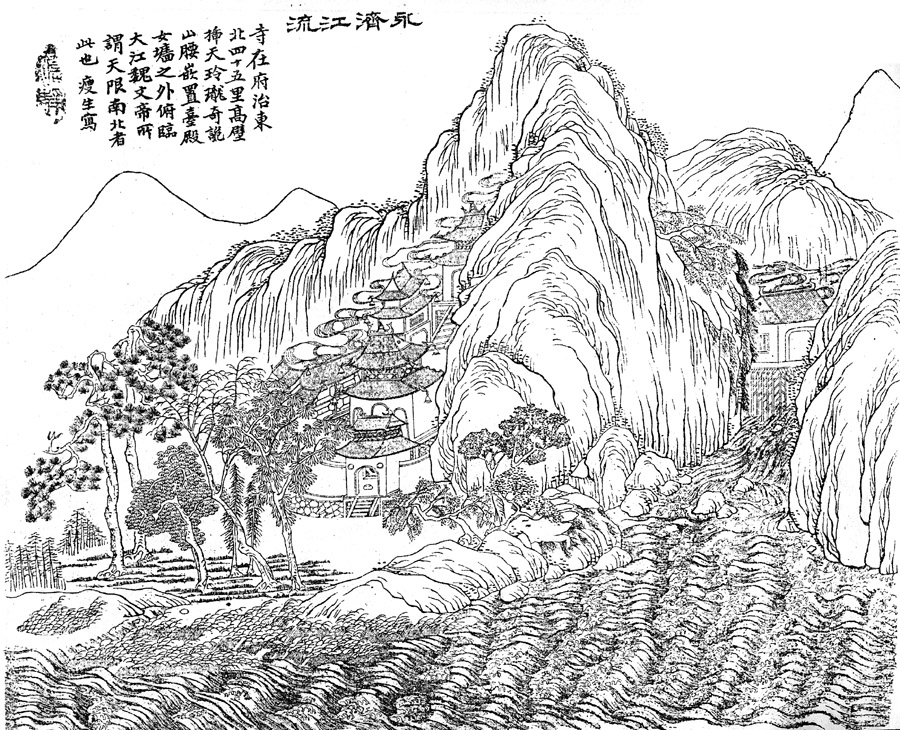
永济江流
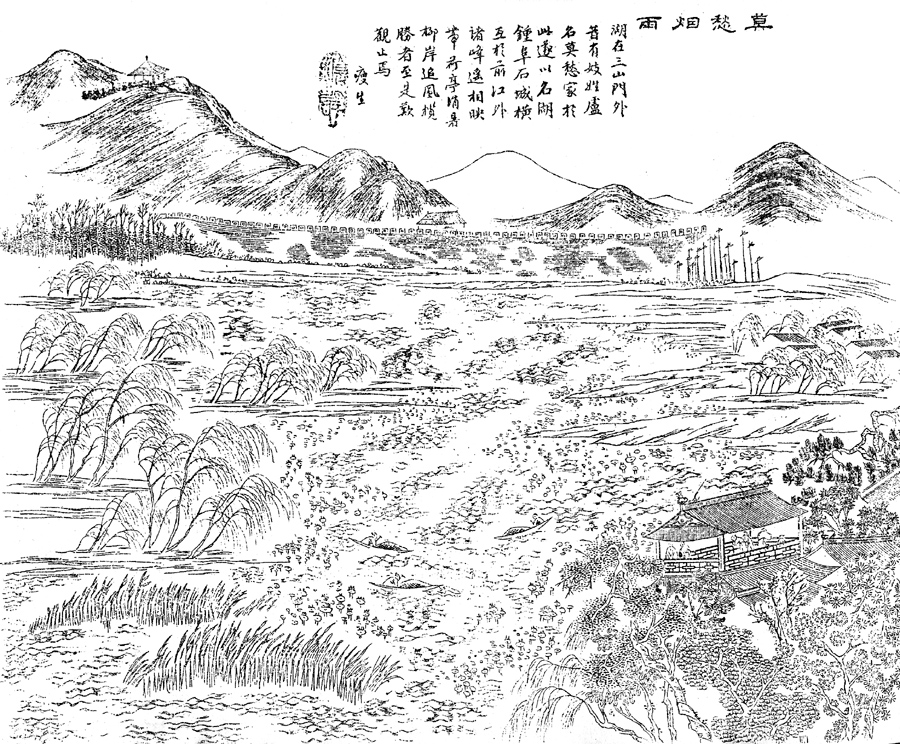
莫愁烟雨
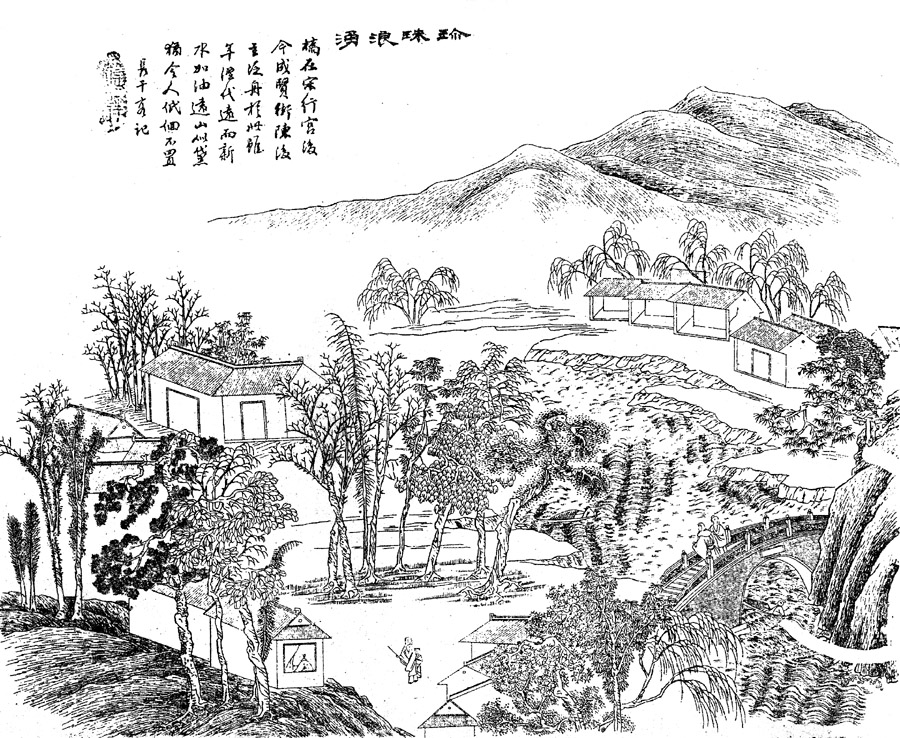
珍珠浪涌
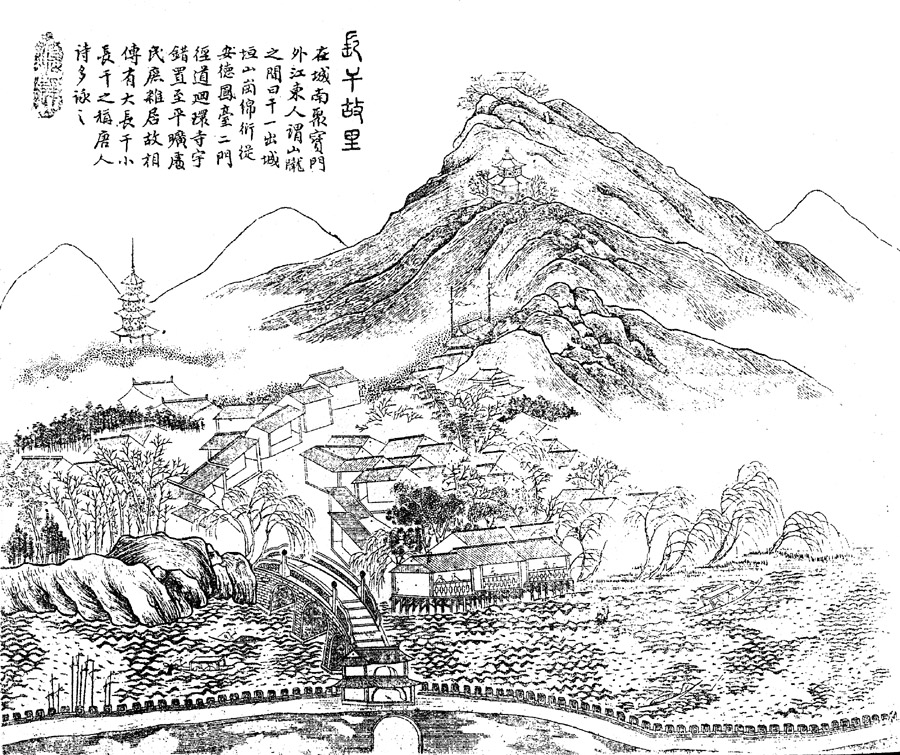
长干故里
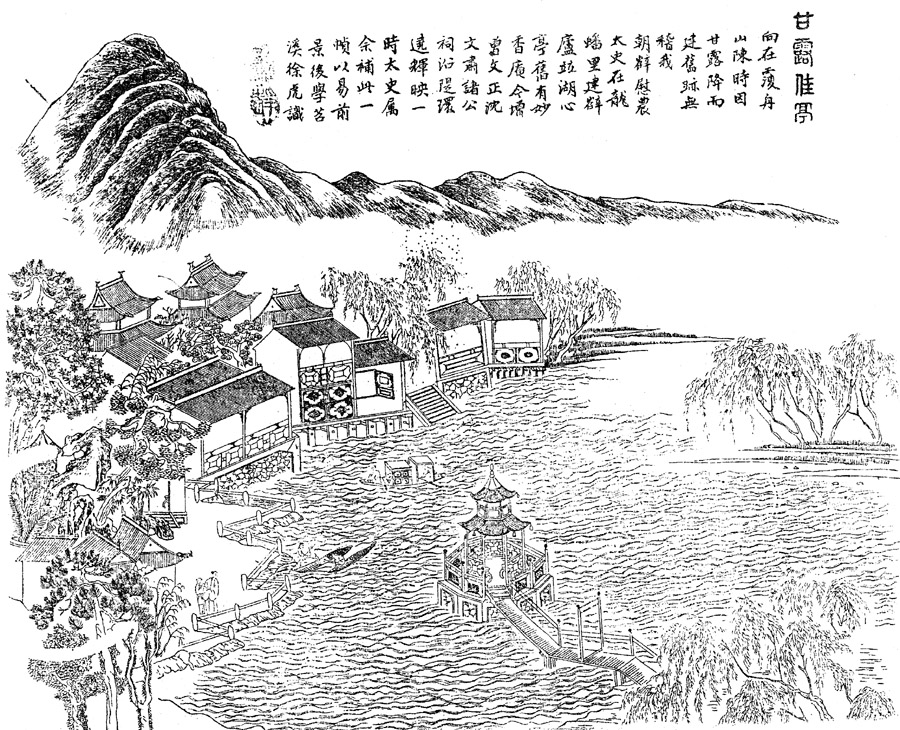
甘露佳亭
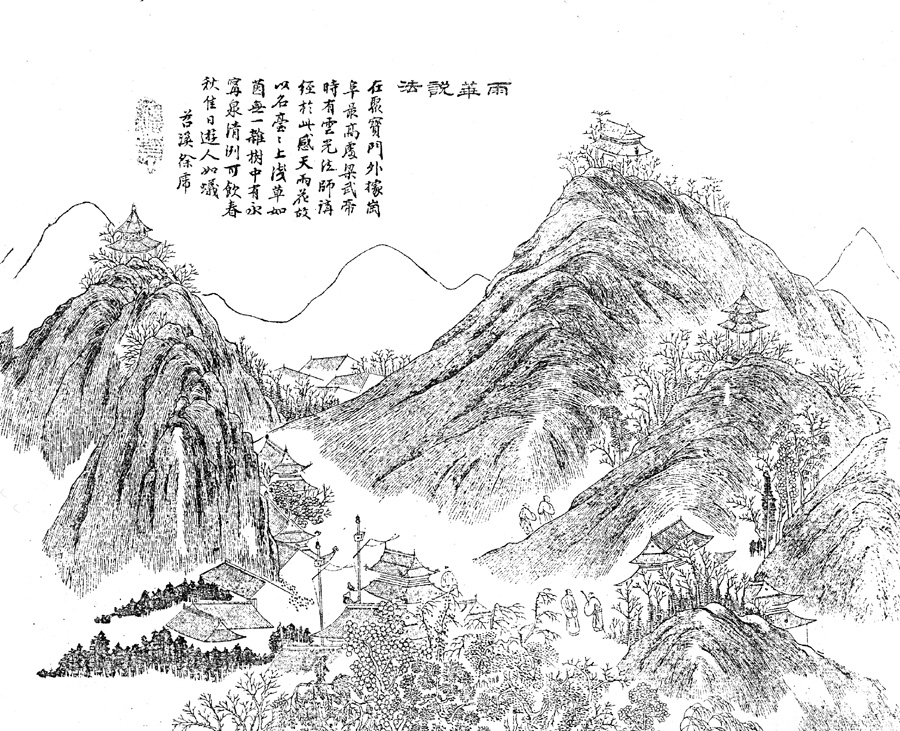
雨花说法
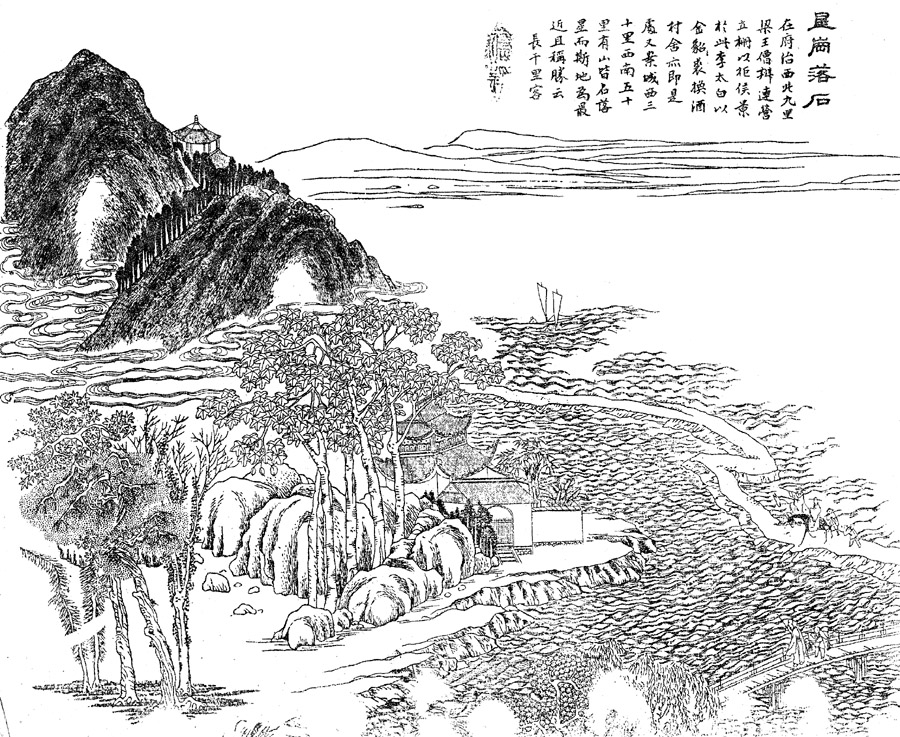
星岗落石
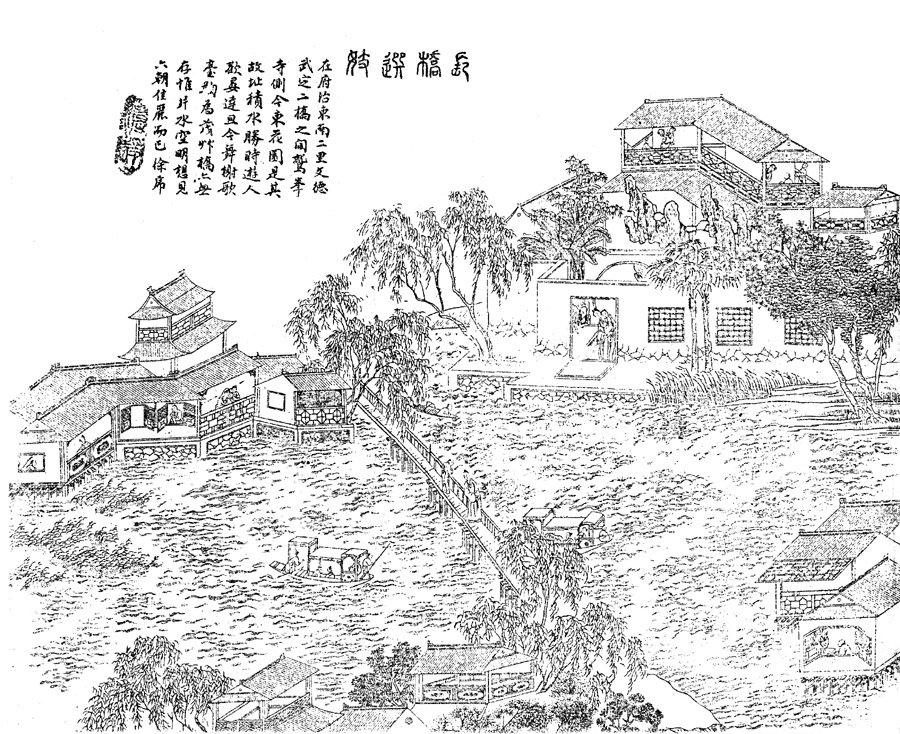
长桥选妓
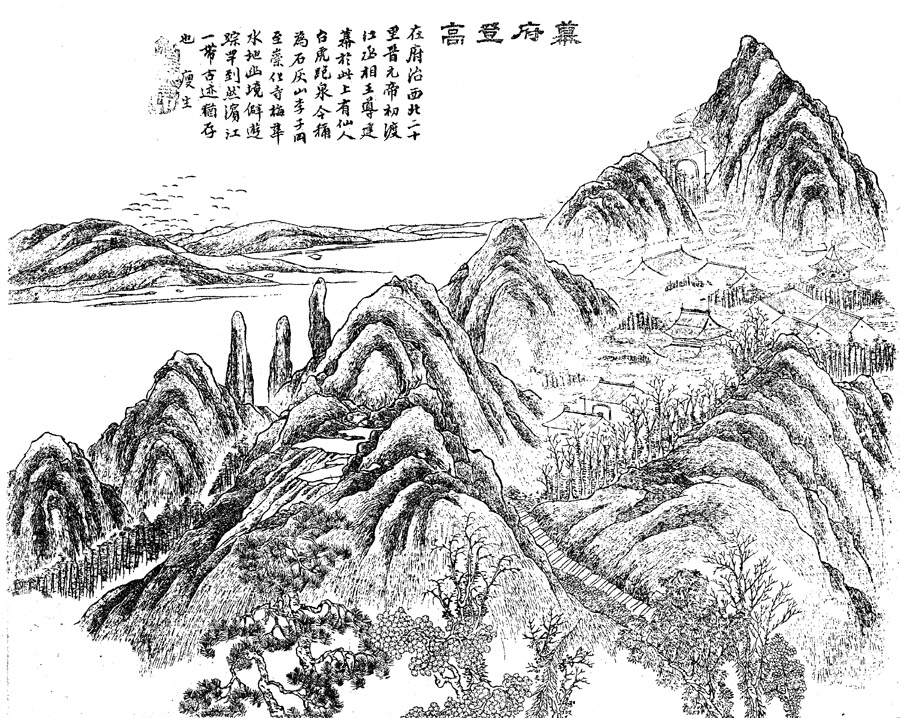
幕府登高
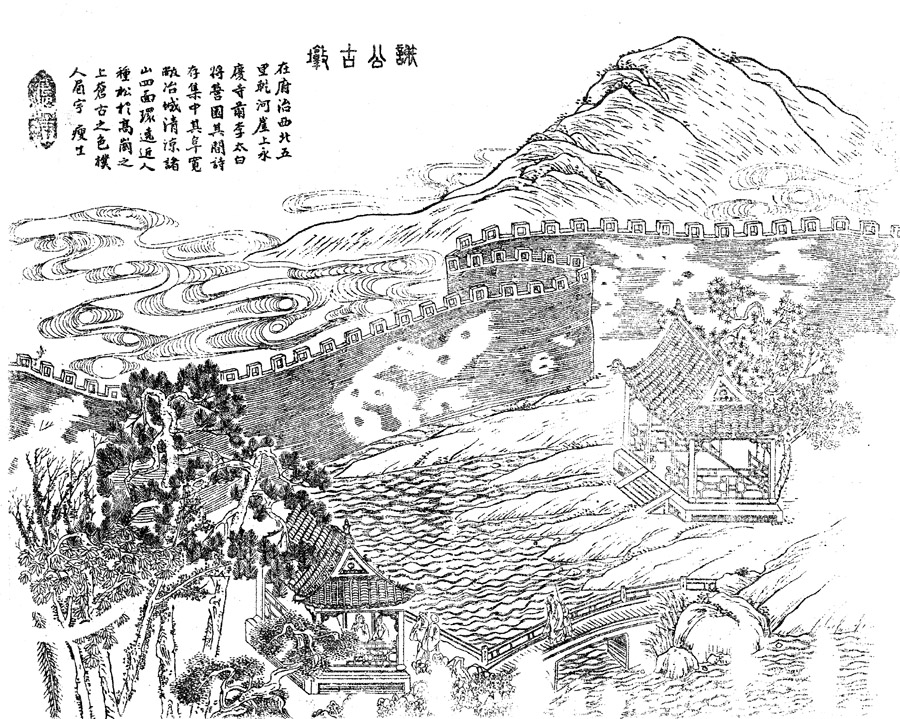
谢公古墩
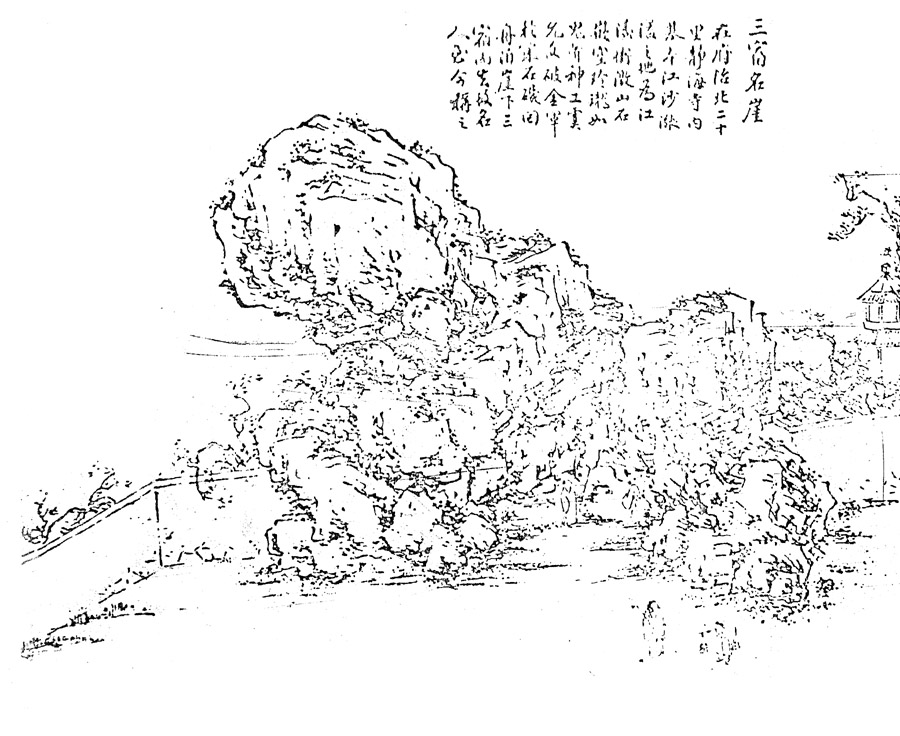
三宿名岩
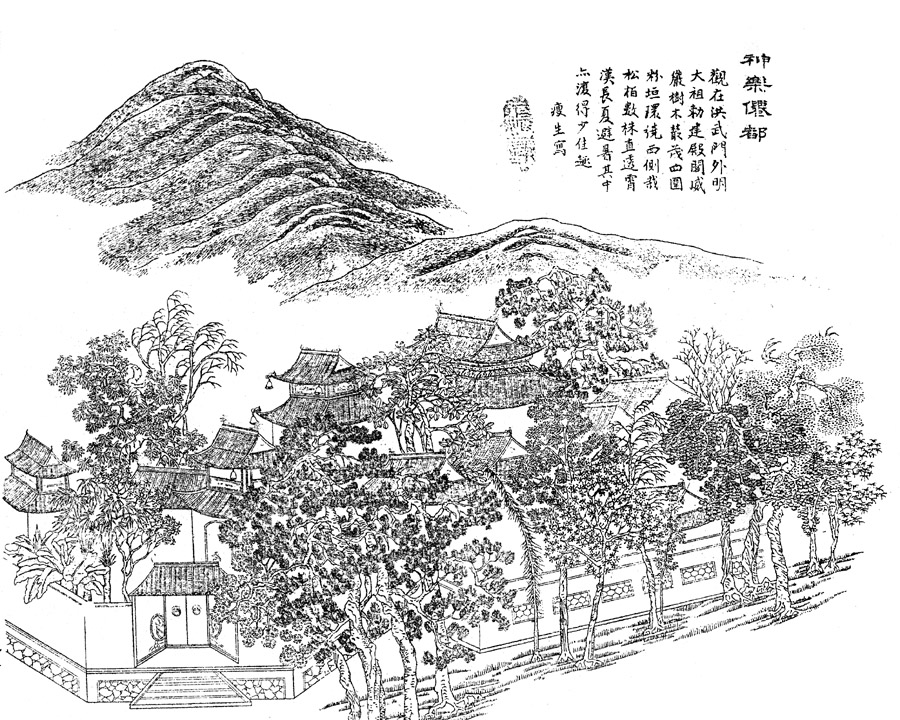
神乐仙都
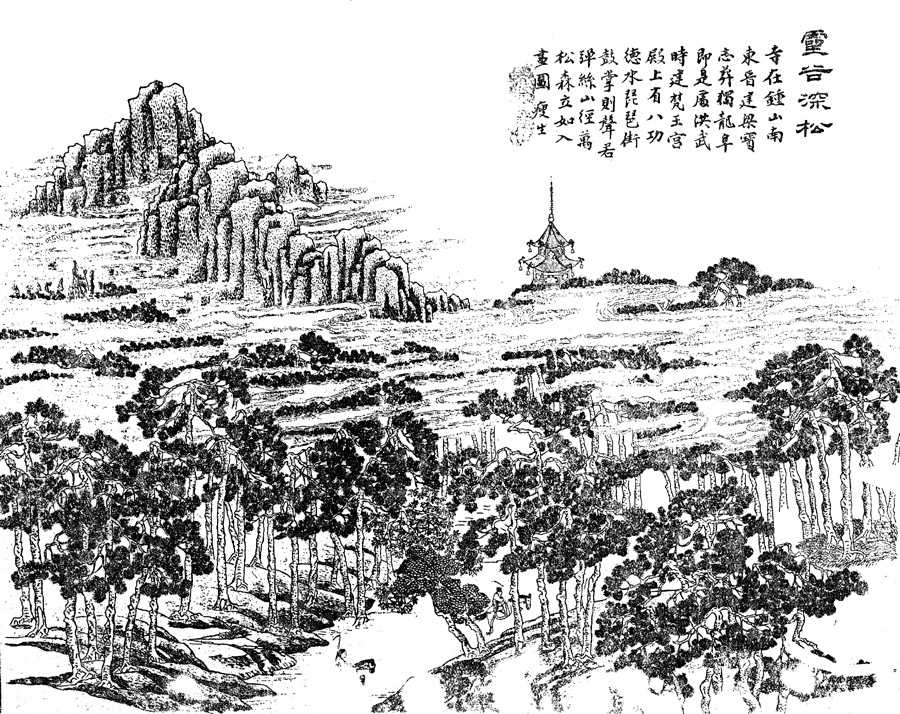
灵谷深松
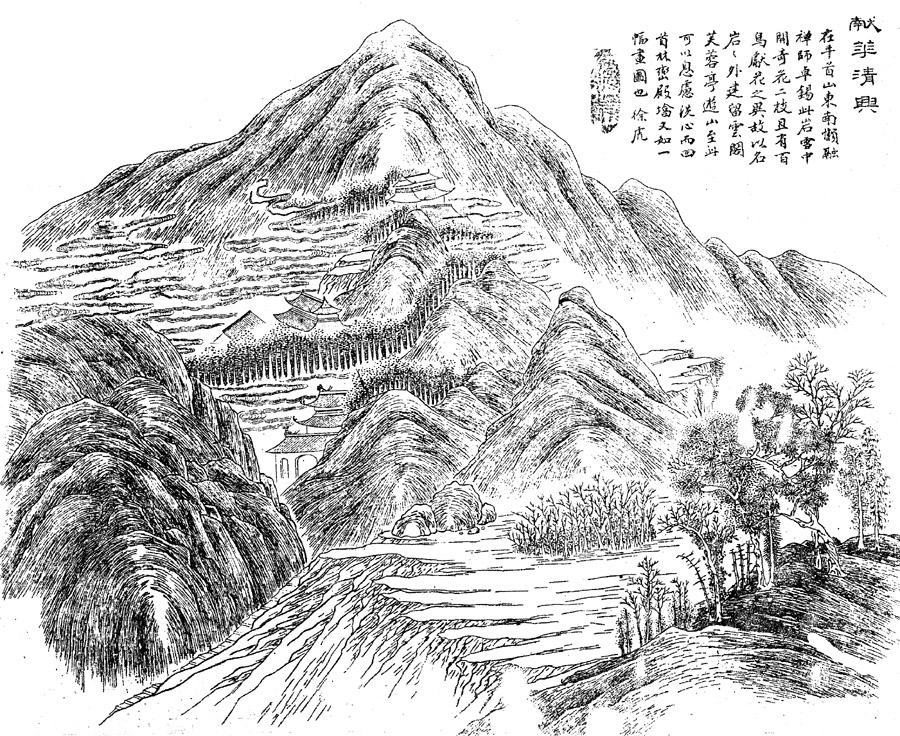
献花清兴
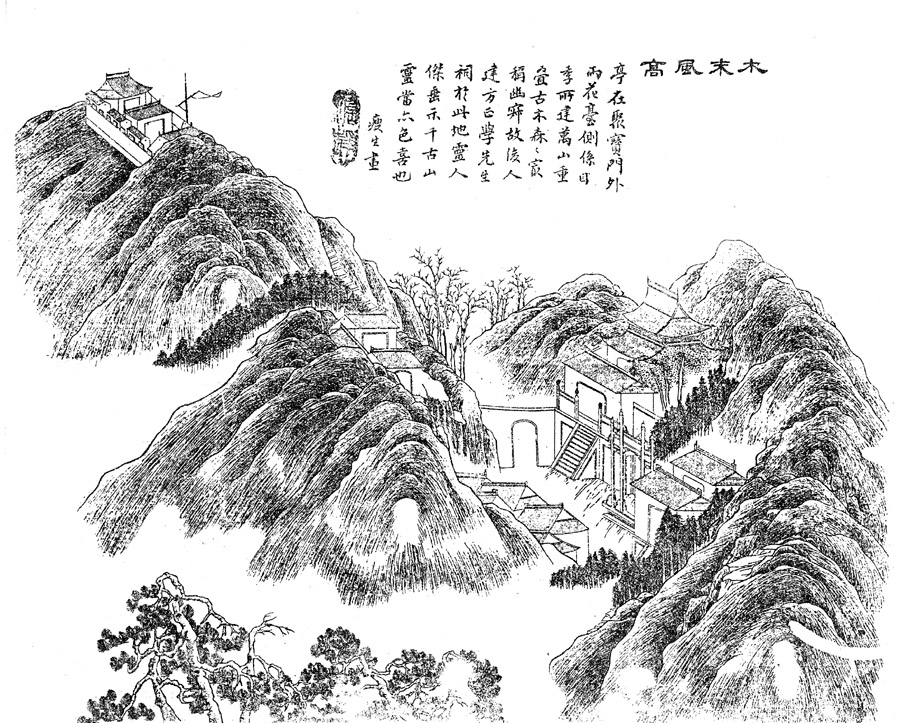
木末风高
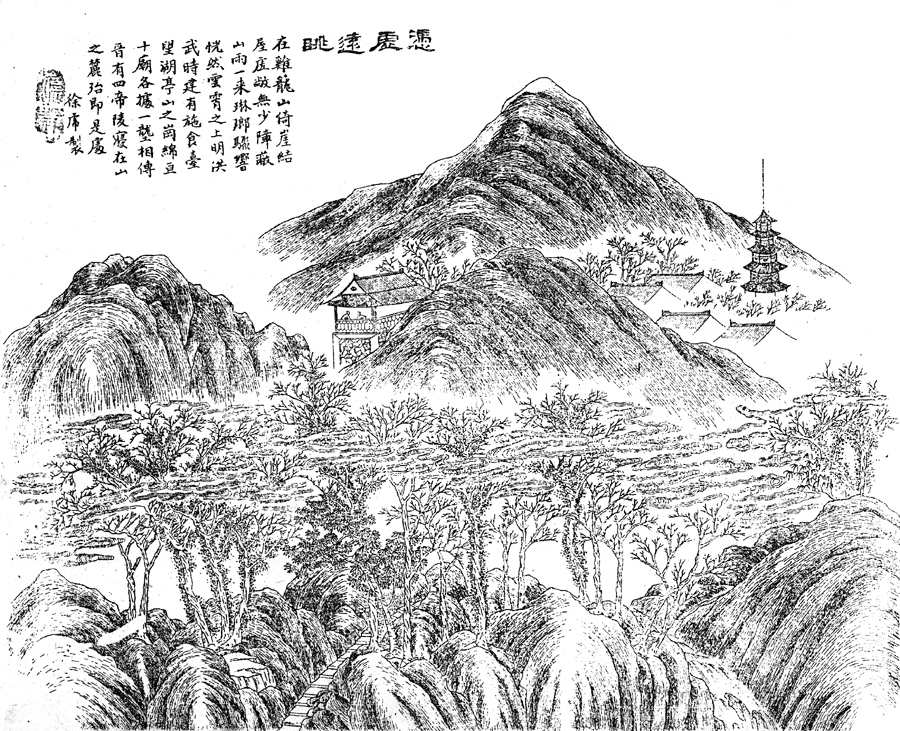
凭虚远眺
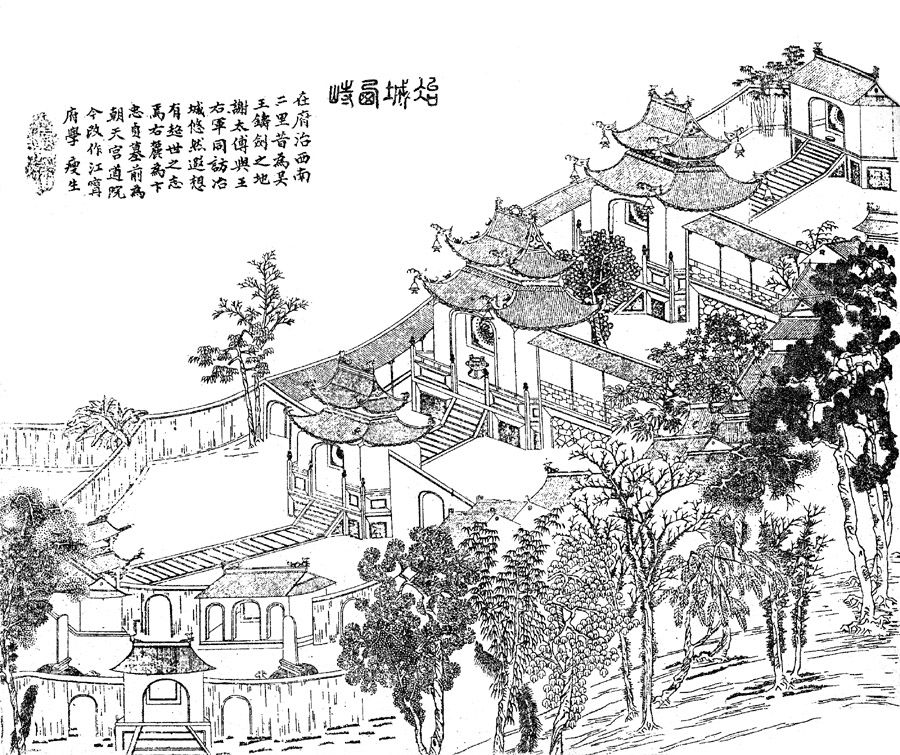
冶城西峙
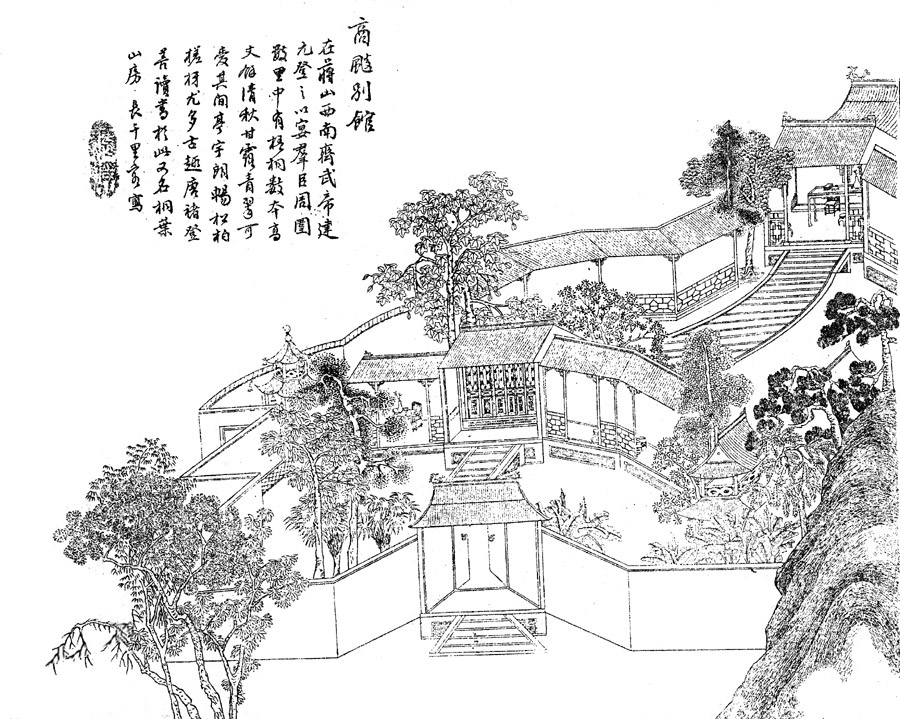
商飙别馆
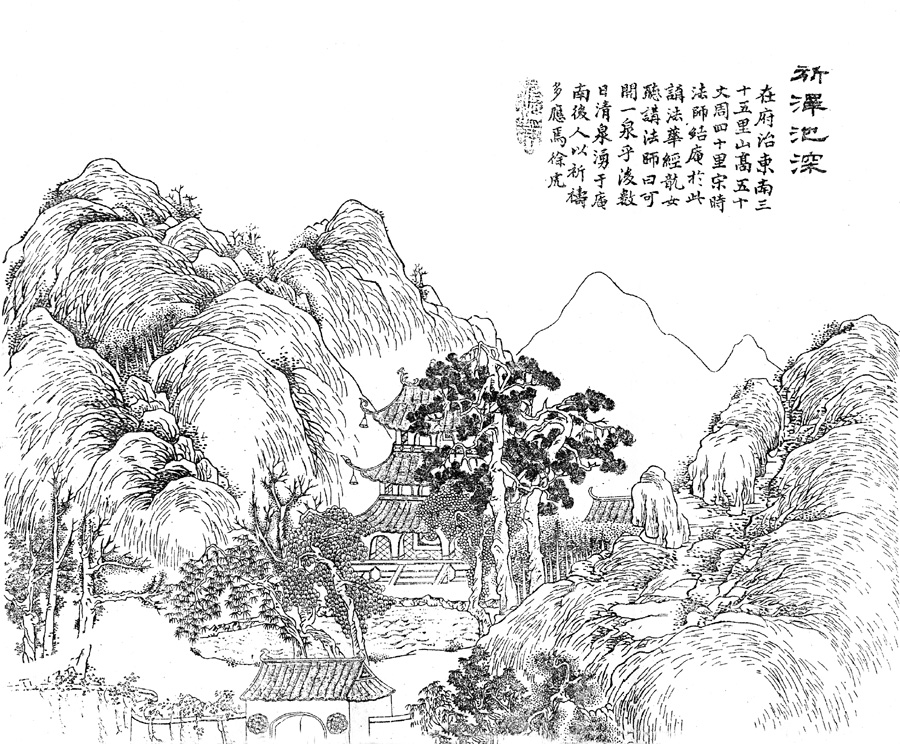
祈泽池深